# Glencullen
Glencullen (en irlandais : Gleann Cuilinn, littéralement « vallée du houx ») est un village du comté de Dun Laoghaire-Rathdown en république d'Irlande. Situé dans le nord des montagnes de Wicklow, il est avec 276 mètres d'altitude un des plus hauts villages du pays. Il comptait 13 006 habitants en 2006 mais seulement 189 étaient regroupés dans le bourg.